# المعهد العالي للهندسة والتكنولوجيا (دمياط الجديدة)
المعهد العالي للهندسة والتكنولوجيا مؤسسة علمية في منظومة التعليم الهندسي. مدة الدراسة في المعهد العالي للهندسة والتكنولوجيا بدمياط الجديدة خمس سنوات يمنح بعدها الطالب درجة بكالوريوس في الهندسة المعتمدة من وزير التعليم العالي في العديد من التخصصات وهو في دمياط.

رقم طابع التنسيق الخاص بالمعهد (052/3) دمياط الجديدة – وسط المدينة – المنطقة المركزية – المرحلة الثانية

## مؤهلات القبول
المؤهلات التي يقبلها المعهد:
1. الثانوية العامة (الشعبة الهندسية) وما يعادلها من الشهادات العربية والاجنبية.
2. الثانوية الصناعية نظام 3 سنوات بحد أدنى 75 % من مجموع المواد النظرية.
3. دبلوم المدارس الصناعية نظام الخمس سنوات.
4. المعاهد الفنية الصناعية(بحد أدنى 70% من المجموع الكلي للدرجات).

## التخصصات
1. الهندسة الكيميائية.
2. الهندسة المدنية.
3. هندسة الاتصالات والإلكترونيات.

## الدرجات العلمية
درجة البكالوريوس في إحدى التخصصات .
قرار الإنشاء : قرار رقم (2438) بتاريخ 6/9/2007
الدراسة بالمعهد بنظام الساعات المعتمدة.

## عن المعهد
يعتبر المعهد العالي للهندسة والتكنولوجيا بدمياط الجديدة -  مؤسسة تعليمية خدمية لا تهدف إلى الربح - إضافة حقيقية إلى منظومة التعليم الهندسي بجمهورية مصر العربية وبخاصة منطقة دمياط حيث يهدف المعهد إلى إعداد أجيال من المهندسين تكون قادرة على مواجهة التحديات العصرية في ظل التقدم التكنولوجي الحالي، كما يقدم المعهد العديد من البرامج التدريبية التي تساهم في التعليم.